# Steam
Steam je platforma společnosti Valve Corporation určená k digitální distribuci her a softwaru a zajištění multiplayerového a komunikačního zázemí pro hráče. Lze zde zakoupit a stáhnout mnoho her a softwaru pokrývajících celé spektrum žánrů čí interagovat s komunitou.
Své produkty zde nabízí nejen Valve, ale také vydavatelé kteří vydávali v minulosti čí vydávají doposud, namátkou 2K Games, Activision, Capcom, Codemasters, Eidos Interactive, Electronic Arts, Epic Games, Firaxis Games, id Software, LucasArts, Ritual Entertainment, Rockstar Games, Sega, Square Enix, Take-Two Interactive, Ubisoft. Na konci roku 2017 vzrostl podíl Steamu na trhu na 4,3 miliardy dolarů, což je o 0,8 miliardy dolarů více, než tomu bylo v roce 2016 (nepočítá se podíl z prodaných DLC a z mikrotransakcí). Dne 3. března 2024 služba Steam dosáhla nejvyššího počtu přihlášených uživatelů současně (34 649 583), více než 11,1 milionu uživatelů mělo v tuto chvíli zapnutou nějakou hru. Ke dni 14. 2. 2021 bylo na Steamu 50 045 her.

## Steam klient a jeho funkce
Steam klient je program, z kterého má uživatel přístup k veškerým funkcím, který je bezplatně ke stažení na oficiálních stránkách.
Hlavní funkcí je možnost nákupu přes online obchod Steamu. Kupující neobdrží herní krabici s diskem nehrozí tedy ztráta nebo poškození média, ale jeho hra je svázaná k jeho Steam účtu ke kterému je nutné se přihlašovat. Pomocí klienta ji stáhne a může začít hrát. Hry mohou být nakupovány jednotlivě, nebo jako balení několika titulů (tzv. bundle, např. Orange Box).
Steam také je forma DRM ochrany (Digital rights management), hráči některých titulů musejí hry aktivovat přes Steam například i v případech, kdy si zakoupili krabicovou hru v obchodě. Takový případ nastal například u hry Call of Duty: Modern Warfare 2.
Jednu zakoupenou hru lze stáhnout přes vlastní účet do kteréhokoli počítače na světě. Podmínkou je, aby byl uživatel pod svým účtem.
Další důležitou funkcí je automatická aktualizace "vlastněných" produktů. Steam kontroluje, zda je nějaká k dispozici, a pokud tomu tak je, stáhne ji a sám nainstaluje (v minulosti bylo možné aktualizace zrušit). Pokud je k dispozici více verzí, na základě detekce hardwaru vybere tu správnou pro uživatelův počítač. Tento proces nastává vždy po zapnutí klienta (např. při startu počítače, nebo ručně).
Stažený obsah dokáže klient zkontrolovat, a pokud se najde chyba, stáhne znova pouze poškozenou část, čímž ušetří mnoho času (tzv. kontrola integrity). Steam také používá Distributed File System, který umožňuje spustit hru ještě předtím, než je celá stažena.[zdroj?] To funguje pouze u některých titulů.
Steam obsahuje komunitní funkce, umožňuje tvořit skupiny přátel, komunikovat s nimi v rámci své platformy, má také implementovánu silnou podporu pro multiplayerové hry. Přímo při hraní lze využívat Steam overlay, což je překrytí herní obrazovky kde člověk chatovat, otevřít odlehčený webový prohlížeč, poslouchat hudbu atd. Otevírá se klávesovou zkratkou Shift+Tab.

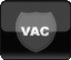
Logo systému VAC.

Steam také obsahuje systém proti podvádění ve hrách Valve Anti-Cheat, který je součástí některých her.
„Hraní her by měla být zábava. Za účelem zajištění co nejlepšího hraní her online pro více hráčů vyvinula společnost Valve špičkový systém ochrany anti-cheat, který automaticky zjistí a trvale zablokuje hráče, kteří používají podvody, na serverech zabezpečených ochranou VAC. Pro vás jako hráče to znamená, že se nemusíte bát, že by vás obtěžovali podvodníci, kteří by měli nespravedlivou výhodu a narušovali tak vaši hru.“ takto definuje systém VAC společnost Valve.
Služba Steam Guard chrání účet, aby se k němu nedostala cizí osoba. Jedná se o dvoufázové ověření přes e-mail či telefonní číslo. Steam Guard je také nutný pro zkrácení obchodování např. s herními předměty.
Steam podporuje i Rodinný režim. Tímto způsobem se dítěti mohou upřít některé funkce. Například dítě nemůže vidět všechny dostupné hry v obchodu (a nebo mu může být přístup do něj úplně zablokován), nemůže vidět obsah vytvořený komunitou služby Steam, nemůže používat chat služby Steam, ani se jakkoliv zapojit do komunikace s jinými hráči, nemůže upravovat vlastní profil, sledovat splněné achievementy nebo snímky obrazovky). Pro jeho odblokování je nutné zadat PIN kód.

## Platby
Veškeré platby se provádí přes klienta. Využívá se k tomu šifrované připojení. Platit lze např. pomocí platebních karet, PayPal, ClickAndBuy, PaySafeCard. Na Steamu můžete k platbě využít i Steam peněženku, kterou si můžete nabít pomocí dárkových karet, které lze fyzicky koupit v obchodech, nebo na oficiálních stránkách Steamu pro své účely, a nebo je někomu darovat. Do Steam peněženky se ukládají také finance získané na komunitním trhu.
Ve většině evropských států se zobrazují ceny v měně EUR.
Služba Steam nabízí vrácení peněz za hry a software zakoupený v obchodě Steam, pokud je o vrácení zažádáno do dvou týdnů od zakoupení a uživatel měl produkt spuštěný méně než 2 hodiny. Vracení peněz probíhá dle rychlosti Steam podpory, dle statistik je průměrná doba vrácení peněz mezi 50 až 120 minutami. 

## Komunita služby Steam
12. září 2007 byla spuštěna webová stránka „The Steam Community“ česky „Komunita služby Steam“ nebo jen zkráceně „Komunita“, která umožňuje uživatelům komunikovat spolu různými způsoby. Každý uživatel zde má osobní stránku, na které jsou zobrazeny informace, jako jeho přátelé (kontakty), jak dlouho hraje kterou hru, „Steam Rating“ (hodnocení dle doby strávené hraním za poslední dva týdny) a také ve kterých skupinách je členem. V komunitě služby Steam také můžete sdílet své myšlenky a pocity ze hry, snímky obrazovky atd. Dále jsou v komunitě dostupné návody, které tvoří sami uživatelé. Také jsou dostupné recenze, které jsou dostupné buď na profilu uživatele nebo u hry. V komunitě jsou k dispozici ještě videa, Workshop a mnoho dalšího. Obsah se jednotlivým uživatelům komunity zobrazuje podle her, které vlastní, nebo podle těch vůbec nejhranějších na Steamu. Od 5. dubna 2018 se celá komunita automaticky přesměrovává na zabezpečené HTTPS. Dříve nebyla zabezpečena a běžela na HTTP, avšak přihlašování do komunity bylo vždy zabezpečeno.
Od 11. dubna 2018 lze lépe nastavit uživatelské soukromí. V minulosti šlo nastavovat pouze soukromí profilu, inventáře a oprávnění ke komentářům. Nyní jde nastavit i uživatelovu aktivitu. To znamená, že jsou věci jako seznam vlastněných her, seznam nedávno hraných her skryté a neuvidí je nikdo pokud není zvoleno jinak. Pro všechny zmíněné platí tři nastavení a to: Veřejný (vidí všichni), Soukromý (vidí jen sám uživatel) a Pouze pro přátele (vidí pouze přátelé), avšak inventář dárků lze nastavit zvlášť, i když bude inventář nastaven jen pro přátele nebo veřejný. Herní aktivita umožňuje něco podobného a to, že skryje herní čas, i když bude herní aktivita nastavena pouze pro přátele nebo veřejně.

## Historie
Vývoj Steamu začal v roce 2002. Byla používána také kódová označení „Grid“ a „Gazelle“. Veřejně byl odhalen 22. března 2002 na Game Developers Conference a byl prezentován jako čistě distribuční síť. Pro demonstraci integrace Steamu do hry vytvořil Relic Entertainment speciální verzi hry Impossible Creatures.
Klient verze 1.0 byl poprvé ke stažení v roce 2002, v době betatestování hry Counter-Strike 1.6. Ukázalo se, že klient je dobrá cesta distribuce patchů pro online hry. V roce 2004 byla vyřazena služba World Opponent Network a byla nahrazena Steamem.
V březnu 2010 se rozeběhl betatest nového uživatelského rozhraní Steamu. Kromě kosmetických grafických změn si nyní mohou uživatelé konečně třídit své nakoupené hry zařazením do různých kategorií. V téže době bylo také ohlášeno, že Steam a základní hry firmy Valve budou v nejbližší době vydány také pro platformu Apple Macintosh.
Po dvouleté odmlce, kdy na jaře roku 2010 přišel web phoronix.com s informací, že se chystá Steam pro Linux a následném popření portace samotnou společností Valve se v dubnu 2012 obnovila, ba dokonce stala více než reálnou a potvrzenou, myšlenka na portaci Steamu a enginu Source na GNU/Linux. Server phoronix.com tentokrát ukázal přímé důkazy na podporu svého tvrzení (fotografie a videozáznam) a záhy se také objevily první informace přímo z dílny společnosti Valve. Podle předběžných, nepotvrzených informací z dubna 2012 se měl Steam pro Linux objevit do několika měsíců.
Dne 6. listopadu 2012 byla uvolněna první omezená betaverze (pro zhruba 1000 vybraných lidí) linuxového klienta Steam. Při spuštění bylo pro tuto ranou verzi dostupných 26 her. Ačkoliv byl klient nestabilní, podporoval většinu funkcí finálního Steamu, včetně Big Picture módu. Valve vydalo finální verzi Linuxového klienta 15.2.2013. Tento je dostupný jak na oficiálních stránkách store.steampowered.com/about, tak přímo v Centru Softwaru pro Ubuntu. Během poměrně krátkého stádia beta bylo v klientu opraveno množství chyb a rapidně zvýšen výkon, jak samotné aplikace, tak i všech her.
Dne 24. července 2014 Valve uvolnilo pro všechny uživatele funkci „Steam Music“ v češtině potom „Hudba“. Tato funkce je novým způsobem pro přehrávání hudby během hraní her přes službu Steam. V nastavení lze zahrnout složky, ze kterých je potom hudba implementována do přehrávače. Přehrávač je dostupný přes Steam overlay, klávesovou zkratku SHIFT+TAB, tedy komunita služby Steam během hraní, v dolní části displeje. Tato funkce není žádnou novinkou, ale usnadňuje přehrávání hudby při hraní her, je tedy důležitá už jen proto, že pokud si hráč chce přehrát hudbu při hraní hry, nemusí hru minimalizovat, její minimalizovaní může vést k pádu hry.
Dne 21. srpna 2018 Valve uvolnilo beta verzi funkce Proton, open-source vrstvy kompatibility se systémem Windows pro Linux, umožňující uživatelům systému Linux hraní Windows her přímo přes službu Steam pro Linux, odstraňující nutnost instalace Windows verze Steamu ve Wine. Proton je složen ze sady open-source nástrojů zahrnující mimo jiného Wine a DXVK. Tento software umožňuje použití herních ovladačů podporovaných službou Steam, včetně takových, které nejsou kompatibilní s Windows.
Dne 15. července 2021 Valve oznámilo a následně 25. února 2022 vydalo Steam Deck, přenosnou herní konzoli. Steam Deck je handheld herní počítač vyvinutý společností Valve. Může být používán jako handheld nebo může být připojen k monitoru stejně jako například Nintendo Switch. Jedná se o x86-64 zařízení běžící na operačním systému SteamOS nové generace s integrovaným ovladačem, vycházejícím z původního Steam Controlleru, určeným pro hraní celé knihovny služby Steam, včetně Windows PC her pomocí vrstvy kompatibility Proton.

### VydáníHalf-Life2
16. listopadu 2004 byl oficiálně vydán Half-Life 2. Hra vyžadovala aktivaci přes Steam, jinak ji nešlo hrát. Ten den se to mnoha hráčům nepovedlo, protože Steam byl náhlým náporem zahlcen. Evropské ověřovací servery byly na 5 hodin vyřazeny, než se je podařilo opravit. Mezi další problémy patřila dlouhá doba stahování a další drobné závady.

## Jazykové verze Steamu
Podle tiskového prohlášení Valve se momentálně[kdy?] nepočítá s rozšířením nabídky jazykových portů, mezi kterými od podzimu roku 2008 nechybí čeština. V systému se můžete setkat s většinou jazyků Evropy, mimo některých států Pobaltí a bývalé Jugoslávie. Dále je k dispozici americká angličtina, brazilská portugalština a několik asijských jazyků (japonština, korejština, thajština a čínština).
Služba Steam je přeložena do 28 jazyků. Mezi ně patří angličtina (100 %), čeština (99 %), dánština (89 %), nizozemština (94 %), finština (98 %), francouzština (99 %), němčina (98 %), maďarština (99 %), italština (98 %), japonština (69 %), korejština (97 %), norština (47 %), jazyk pirátů (<15 %), polština (99 %), brazilská portugalština (100 %), portugalština (99 %), rumunština (97 %), ruština (99 %), španělština (97 %), švédština (97 %), tradiční čínština (89 %), zjednodušená čínština (99 %), thajština (83 %), bulharština (100 %), řečtina (88 %), turečtina (99 %), ukrajinština (99 %) a vietnamština (51 %).

## Kritika Steamu

### Online režim
Každá hra je svázaná s účtem služby Steam, ke kterému je nutné se přihlásit online a hru stáhnout. Poté se lze přihlašovat i bez připojení k internetu.

### Změna minimálních požadavků
30. června 2007 už nemohli spustit klienta uživatelé Windows 98 a Windows ME. Také byli varováni majitelé starších procesorů bez funkce SSE, že jejich hardware během několika měsíců přestane být podporován. Těmito zásahy ale bylo ovlivněno jen malé procento lidí. Od 1. září 2010 již nemohou spustit Steam uživatelé Windows 2000. Na konci srpna v roce 2012 Steam přestal podporovat i operační systém Windows XP se Service Packem 1. Podpora pro všechny verze systému Windows XP a Windows Vista byla ukončena dne 1. ledna 2019.

## Steam statistiky

### Steam Hardware & Software Survey
Data k říjnu 2021
Steam provádí měsíční průzkum a sbírá data o tom, jaké druhy počítačového softwaru a hardwaru jsou nejpoužívanější. Účast v průzkumu je volitelná a anonymní.
Dozvíme se zde například, který operační systém a jaká jeho verze je nejvyužívanější, kolik paměti RAM má většina připojených zařízení ke službě Steam, jakou rychlost procesoru má většina zařízení, kolik jader má procesor, jaká je nejpoužívanější grafická karta, kolik je k dispozici VRAM, rozlišení hlavního displeje, rozlišení druhého či jiného displeje, jestli má uživatel mikrofon, nejpoužívanější jazyk, místo na disku, kapacita disku, rychlost internetu a ostatní nastavení. Statistiky lze také filtrovat podle jednotlivých OS, na kterých je služba Steam dostupná.
Statisticky jsou mezi uživateli nejpočetnější následující hodnoty:
- Operační systém: Windows 10 x64
- Velikost paměti RAM: 16 GB
- Fyzická jádra procesoru: 4 jádra
- Rychlost procesoru: 2,3 až 2,69 GHz
- Grafická karta: NVIDIA GeForce GTX 1060
- Rozlišení obrazovky: 1920x1080 pixelů

### Steam Download Stats
Data k únoru 2020
Tyto statistiky ukazují stahování dat ze služby Steam za posledních 7 dní. Ve statistice je ukázána mapa světa a jednotlivé země jsou vybarveny různými odstíny zelené, podle toho, kolik GB/TB/PB dat je přeneseno. Například nejvíce dat je stahováno z USA, 49,9 PB dat (15,1 % z celkového množství stažených dat). Na druhém místě je Čína s 46,1 PB dat (14 %). Jako třetí je Rusko s 24,9 PB dat (7,6 %). V České republice je to 2,3 PB dat (0,7 %). Ve státech Kuba, Francouzská jižní a antarktická území, Západní Sahara, Súdán, Eritrea, Somaliland, Kosovo, Severní Kypr, Sýrie, Západní břeh Jordánu, Írán, Myanmar, Severní Korea, Východní Timor nejsou za posledních 7 dní (k 30. 8. 2018) data k dispozici.
V této statistice je také možné zobrazit, ve které ze zemí světa se stahuje nejrychleji (nebo nejpomaleji). Tři státy s největší průměrnou rychlostí stahování jsou Singapur (s 98,2 Mb/s), Jižní Korea (s 97,5 Mb/s), Japonsko (63,1 Mb/s). Z Evropy je v první trojici Švédsko (s 62 Mb/s), Nizozemsko (s 51,1 Mb/s) a Rumunsko (s 45,1 Mb/s), v České republice je to 21,9 Mb/s.

## Podpora operačních systémů
V současné době klient služby Steam podporuje systémy Windows 7 a novější, dále mac OS X 10.7[zdroj?] a novější. V případě Linuxu je podpora složitější, Steam oficiálně podporuje pouze distribuci Ubuntu 12.04[zdroj?] a novější, uvádí však, že uživatelé mají možnost zprovoznit klienta i na jiných distribucích včetně SteamOS. K 1. únoru 2019 byla ukončena podpora Windows XP a Windows Vista. Důvodem je závislost Steamu na jádře prohlížeče Google Chrome, které tyto starší verze operačního systému Windows nepodporuje.
Většina her dostupných na službě Steam je vyvíjena pro nejrozšířenější operační systémy mezi hráči, Windows. Některé z her si mohou uživatelé zahrát i na OS X nebo Linuxu, problémem pro tyto systémy je ovšem malá uživatelská základna a chybějící implementace DirectX 11 a 12. Dne 21. srpna 2018 zveřejnila společnost Valve betaverzi nástroje Steam Play, který zpřístupňuje hry vyvinuté pro systém Windows i uživatelům Linuxu. V tuto chvíli Steam Play podporuje pouze několik titulů, v budoucnu se však můžeme těšit na rozšíření podpory pro další hry.

## Systémové požadavky

### Microsoft Windows
- Operační systém Windows 7 a novější
- 512 MB RAM[zdroj?]
- Procesor s rychlostí 1 GHz nebo rychlejší[zdroj?]
- 1 GB volného místa na disku[zdroj?]
- Širokopásmové připojení k internetu

### Linux
- Operační systém Ubuntu 12.04 LTS nebo novější[zdroj?]
- 512 MB RAM[zdroj?]
- Procesor s rychlostí 1 GHz (Pentium 4 nebo AMD Opteron) nebo rychlejší[zdroj?]
- 5 GB volného místa na disku[zdroj?]
- Širokopásmové připojení k internetu
- Nejnovější ovladač ke grafické kartě[zdroj?]

## Aktivace herního klíče skrze platformu
Aktivace herního klíče skrze platformu Steam je velice jednoduchá a intuitivní. Stačí zvládnout následující kroky:
1. Přihlášení se ke svému uživatelskému účtu (pokud uživatel není ještě ve službě registrován, musí tak učinit. Registrace je relativně snadná a zdarma)
2. V horním menu vybrat záložku „Hry“ čí ekvivalent v jiném jazyce.
3. Vybrat možnost „Aktivovat produkt ve službě Steam...“ čí ekvivalent v jiném jazyce.
4. Do zobrazeného pole zadat aktivační kód.

Poté, co platforma ověří správnost kódu, nabídne uživateli hru rovnou stáhnout. Průběh stažení může nadále sledovat skrze platformu. Po dokončení může uživatel hru spustit.
Od 30. srpna 2017 mají uživatelé možnost aktivovat herní klíč po přihlášení do prohlížeče přes adresu https://store.steampowered.com/account/registerkey, do pole stačí pouze zadat aktivační klíč a potvrdit.
Další možností je využít odkaz https://store.steampowered.com/account/registerkey?key=XXXXX-XXXXX-XXXXX, kde stačí XXXXX-XXXXX-XXXXX nahradit platným aktivačním klíčem a hra se automaticky přiřadí k účtu uživatele.